# Pandemia di COVID-19 in Alaska
La pandemia di COVID-19 in Alaska ha raggiunto lo stato americano il 12 marzo 2020. 
L'11 marzo l'ufficio del governatore Mike Dunleavy ha dichiarato lo stato di emergenza per garantire che tutte le entità abbiano le risorse di risposta necessarie. Il giorno successivo, il primo caso è stato annunciato al pubblico, un cittadino straniero ad Anchorage. 
L'Alaska diventa così il 49º stato degli Stati Uniti colpito dalla pandemia.
Un decimo decesso viene registrato il 6 maggio 2020.
Al 29 dicembre 2020 l'Alaska aveva somministrato 13.271 dosi del vaccino COVID-19, pari all'1,81% della popolazione.